# Behörden und Organisationen mit Sicherheitsaufgaben
Behörden und Organisationen mit Sicherheitsaufgaben (BOS) ist ein Sammelbegriff für Einrichtungen, die mit der Abwehr von Gefahren betraut sind. Umgangssprachlich bezeichnet man diese Einsatzkräfte verallgemeinernd auch als Blaulichtorganisationen oder Blaulichtfamilie, sie stellen aber einen umfassenderen Bereich der Einsatzorganisationen dar. Das kann im Rahmen der unmittelbaren oder mittelbaren Staatsverwaltung, aufgrund eines öffentlichen Auftrags an private Organisationen/Unternehmen geschehen oder aus ehrenamtlicher Initiative heraus erfolgen.

## Zum Begriff
Der traditionelle Ausdruck „Blaulichtorganisation“ wird zwar nicht in allen Staaten gleich verwendet, steht aber im Allgemeinen für diejenigen zivilen Einheiten, die im Straßenverkehr mit Blaulicht unterwegs sind, also typischerweise Feuerwehr, Rettungsdienst (einschließlich Notarzt), Katastrophenschutz, Zivilschutz, Polizei (und andere Kräfte der inneren Sicherheit wie Zollwache und Justizwache u. a.). Per se ist dieser Begriff jedoch in Deutschland unzutreffend, da sowohl Kräfte der BOS kaum Blaulicht einsetzen (Polizei des deutschen Bundestages sowie Bundesamt für Verfassungsschutz), als auch nicht BOS-angehörige Einheiten (Teile der Bundeswehr) unter bestimmten Umständen Blaulicht benutzen dürfen. Im Rahmen moderner Konzepte zum Zivil- und Katastrophenschutz wird der Begriff der Einsatzorganisationen verwendet, der umfassender gesehen wird: So sind neben klassischen stehenden Einheiten sowie militärischen Einheiten im Unterstützungseinsatz auch – teilweise nichtstaatliche – Funktionsträger (diejenigen, die im Einsatz üblicherweise mit „gelbem Licht“ unterwegs sind; z. B. Wartungskräfte im Straßenverkehr, Erhaltungskräfte im Schutz vor Naturgefahren für Hochwasserschutz, Lawinenschutz usw., Reparaturkräfte in der Versorgung mit Strom, Wasser und Gas oder der Sicherungsdienst für Gefahrgut, sog. Hazmat-Kräfte) mit eingeschlossen. Dazu treten neben den bodengebundenen Kräften auch die entsprechenden Einheiten zu Luft und zu Wasser. Eine Definition für Behörden und Organisationen mit Sicherheitsaufgaben lautet etwa: „In Vollziehung öffentlicher Aufgaben zur Gefahrenabwehr oder Schadensbekämpfung berufene Einrichtungen sowie deren Hilfsorgane.“ International spricht man von authorities and organizations with safety- and security-related tasks. Es sind also nur diejenigen Einsatzorganisationen, die bestimmungsmäßig im Feld „Sicherheit und Ordnung“ tätig sind und deren Zweck sich nicht auf die Beratung, medizinische Grundversorgung, humanitäre und karitative Arbeit oder allgemeine technische Services beschränkt.
Eine umfassende Koordination all dieser Kräfte ist das zentrale Anliegen im Zivil- und Katastrophenschutz.

## Deutschland
Zu den Behörden und Organisationen mit Sicherheitsaufgaben (BOS) gehören in Deutschland alle Organisationen, die Aufgaben der inneren Gefahrenabwehr übernehmen. Dazu gehören polizeiliche Maßnahmen, aber auch Hilfeleistung bei Unglücken und Katastrophen.
Zu den BOS gehören neben öffentlichen Organisationen auch gemeinnützige Vereine und im Rettungsdienst auch private Unternehmen. BOS sind neben den Polizeien, dem Zoll, dem Technischen Hilfswerk (THW) sowie den Feuerwehren auch die Organisationen des Rettungsdienstes und des Katastrophenschutzes.
Nicht Teil der BOS sind private Sicherheitsdienste und die Bundeswehr an sich, da nur Einrichtungen berücksichtigt sind, die für die innere Sicherheit oder die Nächstenhilfe zuständig sind. Teile der Bundeswehr, wie der Aufgabenbereich Feldjägerwesen der Bundeswehr sowie die am Rettungsdienst beteiligten SAR-Einheiten und Fahrzeuge von Bundeswehrkrankenhäusern und einigen lokalen Sanitätsbereichen sowie die Bundeswehr-Feuerwehr, sofern sie in die kommunalen Alarm- und Ausrückeordnungen (AAO) eingebunden ist, gehören jedoch zu den BOS.
Auch die Ordnungsämter werden nicht zu den BOS gezählt. Sind diese landesrechtlich (z. B. in Hessen) als Teil der Polizei anzusehen, so können sie als polizeiliche BOS gelten.
Die BOS in Deutschland verwenden ein eigenes Funknetz, den BOS-Funk, welcher Teil des nicht-öffentlichen mobilen Landfunkdienstes ist. Im Bereich der Notfallmedizin gelten BOS-Abkürzungen.
Im Folgenden eine Übersicht über die verschiedenen Einrichtungen, die zu den BOS gehören.

### Innere Sicherheit
Für die Innere Sicherheit sind folgende Organisationen verantwortlich:

#### Polizei
- Bundespolizei
- Bundeskriminalamt
- Polizei beim Deutschen Bundestag
- Wasser- und Schifffahrtsverwaltung des Bundes, soweit diese schifffahrtspolizeiliche Aufgaben wahrnimmt (als Bestandteil der deutschen Küstenwache im Koordinierungsverbund Küstenwache oder auf Bundeswasserstraßen)
- Polizeien der Länder

#### Verfassungsschutz
Der Verfassungsschutz ist Teil der BOS, aber nicht mit vollzugspolizeilichen Rechten ausgestattet.
- Bundesamt für Verfassungsschutz
- Landesämter für Verfassungsschutz bzw. entsprechende Abteilungen der Innenministerien (z. B. in Schleswig-Holstein)

#### Zoll
- Zoll
  - Zollkriminalamt
    - Zollfahndungsämter

  - Hauptzollämter
    - Mobile Kontrollgruppen
    - Finanzkontrolle Schwarzarbeit

  - Grenzaufsichtsdienst
    - Zollkommissariate
      - Kontrolleinheit See

### Nicht-polizeiliche Gefahrenabwehr

#### Behörden
- Bundesanstalt Technisches Hilfswerk (THW)
- Bundesamt für Bevölkerungsschutz und Katastrophenhilfe (BBK)
- Bundesamt für Logistik und Mobilität (BALM)

#### Organisationen
- Feuerwehr
  - Berufsfeuerwehren
  - Freiwillige Feuerwehren
  - Pflichtfeuerwehren
  - Werkfeuerwehren
- Rettungsdienst
  - Arbeiter-Samariter-Bund (ASB)
  - Deutsche Gesellschaft zur Rettung Schiffbrüchiger (DGzRS)
  - Deutsche Lebens-Rettungs-Gesellschaft (DLRG) mit DLRG Rettungshundestaffeln
  - Deutsches Rotes Kreuz (DRK) / Bayerisches Rotes Kreuz (BRK) mit Wasser- und Bergwacht sowie der Rettungshundestaffel[4]
  - Johanniter-Unfall-Hilfe (JUH)
  - Malteser Hilfsdienst (MHD)
  - Bundeswehr
  - Kreiseigene Rettungsdienste und Rettungsdienst-Kooperationen der Kreise wie z. B. die RKiSH[5]
  - sonstige private Anbieter von Rettungsdienstleistungen (sofern sie im Rettungsdienst der Kommune eingebunden sind)
- Betreiber von Rettungshubschraubern (nur die betreffenden Einheiten)
  - ADAC
  - DRF Luftrettung
  - Internationale Flugambulanz
  - Bundeswehr
  - Betreiber von Intensivtransporthubschraubern
- Regieeinheiten der Katastrophenschutzbehörden
- Katastrophenschutzbehörden und alle sonstigen nicht-polizeilichen Ordnungsbehörden (in Bayern: Sicherheitsbehörden)
- weitere Vereine und Unternehmen, die gegenüber der zuständigen Landesbehörde die Bereitschaft zur Mitarbeit im Katastrophenschutz erklärt haben (siehe unten)

#### Situation der Hilfsorganisationen
Die Hilfsorganisationen Arbeiter-Samariter-Bund, Deutsche Lebens-Rettungs-Gesellschaft, Deutsches Rotes Kreuz, Malteser Hilfsdienst und Johanniter-Unfall-Hilfe an sich sind nicht Mitglied der BOS. Sie stellen jedoch oft ihr Personal als Ausführende dem Rettungsdienst oder dem Katastrophenschutz (als Organisationen der öffentlichen Daseinsfürsorge) zur Verfügung. Das Material, wie Fahrzeuge, erhalten die Hilfsorganisationen meist kostenlos durch das Bundesland oder durch das BBK, sowie den Krankenkassen gestellt. Sowohl Rettungsdienst als auch Katastrophenschutz sind Teil der BOS. Wird das Personal der Hilfsorganisationen für diese Tätigkeiten eingesetzt, ist es auch Teil der BOS. Die übrigen Tätigkeitsfelder der Hilfsorganisationen, wie Breitenausbildung (nicht dagegen die Helferausbildung), soziale Dienste, Jugendarbeit u. ä., gehören jedoch nicht den BOS an.

## Österreich
In Österreich setzt sich der Begriff „BOS“ – definiert in der ÖNORM S 2304 Integriertes Katastrophenmanagement von 2011 – erst langsam durch. In der Rechtsordnung wird er nur in § 20 (5) lit. j Kraftfahrgesetz (hier erklärt mit „Behörden und Organisationen mit Sicherheitsfunktionen“), in § 2 (2) Z 1 Frequenznutzungsverordnung (hier erklärt mit „Behörden und Organisationen mit Sicherheitsaufgaben“) sowie in Artikel 2 der Telekommunikationsgebührenverordnung erwähnt.
Innerhalb der Organisationen wird der Begriff hauptsächlich mit der Einführung des neuen Funksystems der BOS verwendet.

## Schweiz
In der Schweiz wird für entsprechende Stellen die Bezeichnung Behörden und Organisationen für Rettung und Sicherheit (BORS) bzw. Blaulichtorganisationen verwendet. Umgangssprachlich wird in der Schweiz mit „Blaulichtorganisationen“ hauptsächlich Polizei, Feuerwehr und Sanität gemeint, bei der Sanität werden neben Ambulanzen auch Rettungshelikopter mit einbezogen.

### Polizei
- Kantonale Polizeikorps KAPO
- Kommunale Polizeikorps
- Bundeskriminalpolizei
- SBB Transportpolizei TPO
- Grenzwachtkorps GWK

### Sanitäts- und Rettungswesen
- Rettungsdienste
- Berg- und Luftrettung (Schweizerische Rettungsflugwacht, Air Zermatt, Schweizer Alpen-Club)

### Feuerwehr
- Stützpunktfeuerwehr
- Berufsfeuerwehr
- Gemeindefeuerwehr
- Betriebsfeuerwehr
- Feuerpolizei
- Gebäudeversicherung

### Subsidiärer Einsatz
- Die Schweizer Armee kann in allen Bereichen subsidiären Einsatz leisten
- Der Zivilschutz kann in den Bereichen Sanitäts-, Rettungswesen und Feuerwehr subsidiären Einsatz leisten